# Trudy Harrison
Trudy Lynne Harrison, née le 19 avril 1976 à Seascale, est une femme politique britannique, membre du Parti conservateur.
Elle est députée pour Copeland de 2017 à 2024. Elle est sous-secrétaire d'État parlementaire à l'Environnement naturel et à l'Aménagement du territoire de septembre 2022 à novembre 2023.

## Biographie
Elle est née et grandit à Seascale. Elle fait ses études à la Wyndham School, à Egremont. Après avoir quitté l'école, elle travaille pendant cinq ans en tant qu'employé technique à Sellafield, avant de diriger une entreprise de garde d'enfants pendant cinq ans. Après une interruption de carrière de quatre ans, elle travaille deux fois au conseil d’administration de Copeland Borough, où elle est responsable de la localité et responsable de la régénération de la communauté. Pendant ce temps, elle passe un diplôme de base en communautés durables à l'Université de Salford.
Avant de se présenter au Parlement, Harrison travaille sur «Bootle2020» et «The Wellbank Project», un ensemble de projets de développement, qui comprend plusieurs phases de développement immobilier. 

## Carrière politique
Elle est conseillère indépendante à Bootle (Cumbria), de 2004 à 2007. À la suite de la démission de Jamie Reed, député sortant du Parti travailliste de Copeland, elle est choisie par les conservateurs pour se présenter à l'élection partielle, bien que n'ayant rejoint le Parti conservateur qu'un an auparavant. Harrison fait campagne sur une position fortement pro-nucléaire contrairement à Jeremy Corbyn, le chef du parti travailliste. Elle promet de préserver des milliers d'emplois dans la circonscription en soutenant le site existant de Sellafield et l'éventuelle future centrale nucléaire de Moorside. Elle fait également campagne sur une ligne en faveur du Brexit et déclare que le parti travailliste voulait "ignorer la façon dont nous avons voté lors du référendum".
Elle remporte l'élection partielle avec une majorité de 2 147 voix. De nombreux commentateurs estiment que son élection est historique et a porté un coup dur à la direction du parti travailliste. Sa victoire dans une circonscription historiquement ancrée à gauche constitue le premier gain lors d'une élection partielle par un parti au pouvoir depuis 1982, ainsi que la meilleure performance d'une élection partielle réalisée par le parti au pouvoir en termes d'augmentation de sa part du vote depuis janvier 1966.
Harrison prononce son premier discours le 25 avril 2017, peu avant l'élection générale - au cours de laquelle elle est réélue.  
Le 6 mars 2018, Harrison présente une motion visant à interdire les animaux sauvages dans les cirques.
Elle est secrétaire parlementaire privée du Premier ministre du 16 décembre 2019 au 16 septembre 2021, Sous-secrétaire d'État parlementaire aux Transports du 16 septembre 2021 au 7 juillet 2022, Ministre d'État aux Transports du 7 juillet au 7 septembre 2022 et Sous-secrétaire d'État parlementaireà l'Environnement naturel et à l'Aménagement du territoire depuis le 8 septembre 2022.

## Vie privée
Elle vit à Bootle et à Londres avec son mari Keith, qui travaille comme soudeur pour Shepley Engineers dans la région, et ses quatre filles.